# Джон Кауч Адамс
Джон Кауч Адамс (англ. John Couch Adams; 5 червня 1819 — 21 січня 1892) — англійський та корнський астроном, математик і механік. Член Лондонського королівського товариства. Відомий теоретичним відкриттям планети Нептун (1845), зробленим незалежно від Урбена Левер'є на основі дослідження збурень руху планети Уран. Запропонував нові методи теоретичного визначення вікового прискорення Місяця. Адамсу належать інші важливі праці з небесної механіки.

## Наукова біографія
Народився в селі Леністі (Корнуолл). 1843 року закінчив Кембридзький університет. У 1843—1858 роках викладав там же, у 1858—1859-х — професор математики Абердинського університету, у 1859—1892-х — професор астрономії та геометрії Кембридзького університету, одночасно з 1861-го — директор Кембридзької обсерваторії.

### Відкриття Нептуна
Наукові роботи присвячені небесній механіці й математиці. 1843 року, досліджуючи збурення руху Урана, дійшов висновку, що вони викликані невідомою планетою. Отримавши рішення оберненої пертурбаційної задачі (зі спостережуваних відхилень від ньютонівської орбіти тіла відомої маси знайти орбіту і розташування тіла, що викликає збурення), розрахував (1844—1845) елементи еліптичної орбіти, масу і геліоцентричну довготу гіпотетичної планети. У вересні 1845 року надав свої результати директору Кембридзької обсерваторії Дж. Челлісу, 21 жовтня 1845 року — директору Гринвіцької обсерваторії Джорджу Ері. Проте Ері не поспішав організувати пошуки нової планети. Тим часом француз Урбен Левер'є в Паризькій обсерваторії незалежно від Адамса виконав аналогічні розрахунки та опублікував їх. На підставі цих розрахунків Йоганн Ґалле в Берлінській обсерваторії 23 вересня 1846 відкрив нову планету, яка пізніше отримала назву Нептун. Проте це не применшило заслуг Адамса, і він справедливо вважається, разом із Левер'є, співавтором відкриття Нептуна.

### Інші наукові досягнення
Виконав низку робіт з теорії руху Місяця. Розрахував нові таблиці, що дають його точніше розташування; отримав нове значення вікового прискорення середнього руху Місяця з урахуванням зміни сонячного ексцентриситету. Розрахував орбіту метеорного потоку Леоніди з урахуванням збурень від планет і довів, що цей потік має кометну орбіту.
Адамс — основоположник нового напряму в небесній механіці, в якому рухи небесних тіл досліджуються не наближеною інтеграцією за допомогою нескінченних рядів, а шляхом чисельного інтегрування диференціальних рівнянь руху. Розроблений ним метод чисельного інтегрування залишається уживаним і досі. Математичні роботи Адамса містять також обчислення чисел Бернуллі, дослідження поліномів Лежандра. Розрахував сталу Ейлера з точністю до 263 десяткових знаків.
Член Лондонського королівського товариства (1849), член Паризької АН, іноземний член-кореспондент Петербурзької АН (1864), президент Лондонського королівського астрономічного товариства (1851—1853, 1874—1876).
Золота медаль Коплі Лондонського королівського товариства (1848), золота медаль Лондонського королівського астрономічного товариства.
1848 року Кембридзький університет заснував премію ім. Дж. К. Адамса за роботи з фізики, математики та астрономії, яку присуджують щодва роки.